# 愛ラブB.I.G.
『愛ラブB.I.G.』（あいラブビッグ）は、1998年10月5日から1999年3月29日までテレビ東京系列局で放送されていたテレビ東京製作のバラエティ番組である。全25回。放送時間は毎週月曜 18:30 - 19:00 （日本標準時）、当時テレビ東京が編成していたロッテの一社提供枠『ロッテスーパーコミュニケーション』で放送。
それまで同時間帯に放送されていた『愛LOVEジュニア』の後継番組で、ジャニーズJr.の若手メンバーによるユニット・B.I.G.がメインをつとめ、滝沢秀明もコーナーを担当した。
実際のタイトルロゴは「愛LOVE B.I.G.」であるが、本項ではテレビ東京が公式サイトで用いていた表記に従う。

## 出演者
- 田代まさし[1]
- 滝沢秀明[1]
- B.I.G.[1][3]
  - 生田斗真[4][3]
  - 山下智久[4][3]
  - 風間俊介[4][3]
  - 田中聖[3]
  - 長谷川純[4][3]
  - 伊藤達哉[3]
  - 服部将也[3]
- B.B.A[3][5]
  - 五関晃一[4][6][5]
  - 福田悠太[5]
  - 宮城俊太[5]
  - 長谷部隼[7]
- ジャニーズJr.
  - 辰巳雄大[注 1]、越岡裕貴[注 1]、松崎祐介[注 1]

## コーナー
スーパーホッケー
チーム監督を田代まさしが務め、B.I.G.のメンバーがインラインホッケーに挑戦する。1998年11月16・23日放送分の公開収録では山下率いるチームレッドと生田率いるチームホワイトにB.I.GとB.B.Aが分かれて対決を行った。
タッキーのドーンとやってみよう！
滝沢秀明が担当。
B.I.G. ON STAGE
ショータイム。